# Crisálida (banda)
Crisálida es una banda chilena de metal progresivo, formada en 1997 en Santiago de Chile.

## Historia
La banda se originó en 1997, cuando Rodrigo Sánchez y Cinthia Santibáñez se conocieron. La primera formación fue con Santibáñez en voz, Sánchez en batería, además de Manuel Soto en teclados, Cristian Carrillo en guitarra y Rodrigo Castro en bajo. En 1998 editan el demo Fencer, y más tarde ese mismo año, el EP Contacto.
En el año 2024, abrieron el show de Tesseract en Santiago, Chile. En noviembre de ese año publicaron el álbum Niños dioses, el cual incluyó los sencillos El niño (basado en las vivencias del niño del cerro El Plomo), Destino, y Volcano (La niña del volcán).

## Discografía

### Álbumes de estudio
- Crisálida (2006)
- Raco (2008)
- Solar (2011)
- Terra ancestral (2015)
- Niños dioses (2024)

### EPs
- Contacto (1998)

### Sencillos
- El niño (2024)
- Destino (2024)
- Volcano (La niña del volcán) (2024)

### Demos
- Fencer (1998)